# Lucernaria janetae
Lucernaria janetae är en nässeldjursart som beskrevs av Collins och Daly 2005. Lucernaria janetae ingår i släktet Lucernaria och familjen Lucernariidae. Inga underarter finns listade i Catalogue of Life.